# Siegfried Lowitz
Siegfried Lowitz, geboren als Siegfried Wodolowitz (Berlijn, 22 september 1914 – München, 27 juni 1999), was een Duits acteur. Hij was vooral bekend door de rol van hoofdcommissaris Erwin Köster in de Duitse krimi Der Alte.

## Levensloop
Lowitz werd geboren in Berlijn en woonde van zijn vierde tot zijn zesde met zijn moeder in Amsterdam. Nadat zijn moeder overleed, groeide hij op bij zijn vader en diens tweede vrouw in Mainz. In 1934 maakte hij zijn debuut op de bühne. Na de Tweede Wereldoorlog maakte hij deel uit van een cabaretgezelschap in München. Hij maakte deel uit van verschillende theatergezelschappen, waaronder de Münchner Kammerspiele.
Vanaf de jaren vijftig was hij ook te zien in bioscoopfilms, televisiefilms en televisieseries. In 1968 kreeg hij een Goldene Kamera  voor de hoofdrol in de film Der Trinker. Vanaf 1977 tot 1985 was hij te zien als hoofdcommissaris Erwin Köster in Der Alte, een televisieserie van de ZDF. Hij vertolkte deze rol in precies 100 afleveringen. Hierna nam acteur Rolf Schimpf als hoofdcommissaris Leo Kress de hoofdrol in de serie over. Lowitz, die 71 jaar was bij zijn afscheid van Der Alte, was hierna nog te zien op het toneel en in verschillende bijrollen in televisieseries. Hij had twee keer een rol in de krimiserie Derrick; de eerste keer in 1974, de tweede keer in 1988.
Siegfried Lowitz overleed in 1999 op 84-jarige leeftijd. Hij leed aan bloedarmoede en werd kort voor zijn overlijden in een kliniek opgenomen, nadat hij zijn heupkom had gebroken. Hij is begraven op het Bogenhausener Friedhof in München.

## Filmografie

### Bioscoopfilms
- 1954: Meines Vaters Pferde II. Teil Seine dritte Frau
- 1954: Der Engel mit dem Flammenschwert
- 1954: Sauerbruch – Das war mein Leben
- 1955: Gestatten, mein Name ist Cox
- 1955: Es geschah am 20. Juli
- 1955: Solang’ es hübsche Mädchen gibt
- 1955: Hanussen
- 1955: Der Fischer vom Heiligensee
- 1955: Himmel ohne Sterne
- 1956: Regine
- 1956: Weil du arm bist, mußt du früher sterben
- 1956: Der Hauptmann von Köpenick
- 1956: Mein Vater, der Schauspieler
- 1956: Das Sonntagskind
- 1957: Herrscher ohne Krone
- 1957: Rose Bernd
- 1957: Robinson soll nicht sterben
- 1957: Haie und kleine Fische
- 1958: Madeleine und der Legionär
- 1958: Der Arzt von Stalingrad
- 1958: Der Greifer
- 1958: Ich war ihm hörig
- 1958: Gestehen Sie, Dr. Corda!
- 1958: Es geschah am hellichten Tag
- 1958: Der Mann, der nicht nein sagen konnte
- 1958: Der Schinderhannes
- 1959: Der Frosch mit der Maske
- 1960: Soldatensender Calais
- 1960: Das schwarze Schaf
- 1961: Der Fälscher von London
- 1962: Die unsichtbaren Krallen des Dr. Mabuse
- 1962: Ein Toter sucht seinen Mörder
- 1964: Der Hexer
- 1965: Der unheimliche Mönch
- 1972: Dr. M schlägt zu

### Televisiefilms
- 1954: München – Bilder einer Stadt
- 1954: Meuterei auf der Caine
- 1957: Die Kraft und die Herrlichkeit
- 1957: Mr. Gillie
- 1958: Besuch aus der Zone
- 1959: Bei Anruf Mord
- 1959: Straße der Gerechten
- 1962: Verräterische Spuren
- 1962: Bedaure, falsch verbunden
- 1963: Das tödliche Patent
- 1963: Die zwölf Geschworenen
- 1964: Die Physiker
- 1966: Weiß gibt auf
- 1967: Die Gefährtin
- 1967: Biedermann und die Brandstifter
- 1967: Pauken und Trompeten
- 1967: Ostwind
- 1967: Der Trinker
- 1968: Haus Herzenstod
- 1968: Ich stehe zur Verfügung
- 1968: Was ihr wollt
- 1969: Tagebuch eines Frauenmörders
- 1970: Tartuffe oder Der Betrüger
- 1970: Drei Tage bis Allerseelen
- 1971: Die Weber
- 1971: Auf neutralem Boden
- 1971: Tchao
- 1972: Herr Soldan hat keine Vergangenheit
- 1972: Eine Tote soll ermordet werden
- 1972: Einfach davonsegeln!
- 1972: Der Fall Opa
- 1974: Die See
- 1987: Flohr und die Traumfrau
- 1997: Mein Freund Harvey

### Televisieseries
- 1960: Es ist soweit
- 1966: Die Gentlemen bitten zur Kasse
- 1968: Babeck
- 1969: Der Kommissar
- 1970: Krebsstation
- 1972: Der Kommissar
- 1973: Der Kommissar
- 1974: Derrick
- 1975: Der Strick um den Hals
- 1977–1986: Der Alte
- 1988: Derrick
- 1992: Allein gegen die Mafia
- 1993: Ein unvergessliches Wochenende
- 1994: Täter unbekannt
- 1994: Birkenhof & Lerchenau
- 1994–1997: Anna Maria – Eine Frau geht ihren Weg

## Hoorspelen
- 1946: Romain Rolland: Ein Spiel von Tod und Liebe – Regie: Theodor Steiner (Radio Frankfurt)
- 1947: Karl Kraus: Die letzten Tage der Menschheit (2 delen), uitgezonden door Radio Frankfurt in samenwerking met de Städtische Bühnen Frankfurt am Main – Regie: Theodor Steiner
- 1950: Heinrich von Kleist: Der zerbrochene Krug. Gastspiel des Deutschen Theaters Göttingen – Regie: Heinz Hilpert (NWDR Hamburg)
- 1951: Karl Jakob Hirsch: Der Engel und das Ekel. Een vermakelijk spel – Regie: Fritz Benscher (BR)
- 1952: Gustav Machaty: Die unheimlichen Spuren – Regie: Gustav Machaty (BR)
- 1953: Carl Zuckmayer: Ulla Winblad oder Musik und Leben des Carl Michael Bellman (Appelstubbe) – Regie: Walter Ohm (BR/RB/SWF)
- 1953: Alix du Frênes: Das Geheimnis von Castilien – Regie: Helmut Brennicke (BR)
- 1954: Paul Alverdes: Tim unter den Piraten (2 delen) – Regie: Hanns Cremer (BR)
- 1955: George Mikes: Nie wieder Schlaf. Eine moderne Groteske – Regie: Hellmuth Kirchammer (BR)
- 1956: Nikolai Wassiljewitsch Gogol: Die Brautfahrt zu Petersburg – Bewerking en regie: Willy Purucker (BR)
- 1956: Bertolt Brecht: Das Verhör des Lukullus – Regie: Fritz Schröder-Jahn (NDR)
- 1957: Alfred Neumann: Die Goldquelle – Regie: Heinz-Günter Stamm (BR)
- 1958: Willy Purucker: Littledop wartet – Regie: Curt Goetz-Pflug (SFB)
- 1959: Franz Werfel: Das Lied von Bernadette – Regie: Heinz-Günter Stamm (BR)
- 1960: Günter Eich: Meine sieben jungen Freunde – Regie: Gustav Burmester (NDR/BR)
- 1960: Robert Thomas: Die Falle (3 delen) – Regie: Heinz-Günter Stamm (BR)
- 1961: Edward J. Mason: Gefährliches Geld (6 delen) – Regie: Walter Netzsch (BR)
- 1962: Theodor Fontane: Unterm Birnbaum – Regie: Fritz Schröder-Jahn (BR/NDR)
- 1963: Thomas Wolfe: Willkommen in Altamont – Regie: Robert Bichler (BR/ORF)
- 1964: Philip Levene: Auftrag für Quentin Barnaby. Aus den Tagebüchern eines Branddetektivs (1e seizoen, afleveringen 1–6) (Barnaby) – Regie: Walter Netzsch (BR)
- 1964: Gerhart Hauptmann: Die Ratten – Regie: Walter Ohm (BR)
- 1965: Jan Rys: Aufbruch – Regie: Walter Ohm (BR/SR)
- 1966: Peter Göbbels: Moritat von einem, der rausflog, das Leben zu lernen – Regie: Walter Ohm (BR/HR)
- 1967: Philip Levene: Auftrag für Quentin Barnaby. Aus den Tagebüchern eines Branddetektivs (3 seizoen, afleveringen 1–5) (Barnaby) – Regie: Otto Düben (BR/SWF)
- 1968: Gert Hofmann: Ferien in Florida – Regie: Fritz Schröder-Jahn (NDR/BR/SWF)
- 1971: J. B. Priestley: Ein Inspektor kommt – Regie: Walter Ohm (BR)
- 1972: Michal Tonecki: Applaus im leeren Raum – Regie: Fritz Schröder-Jahn (SDR)
- 1973: Allan Ullman, Lucille Fletcher: Falsch verbunden – Regie: Heinz-Günter Stamm (BR)
- 1974: Giles Cooper: Der ungebetene Gast – Regie: Walter Ohm (BR)
- 1974: Iwan Turgenjew: Väter und Söhne – Regie: Gert Westphal (BR/SR)

- Biblioteca Nacional de España: XX5500088
- Bibliothèque nationale de France: cb16564261t (data)
- Gemeinsame Normdatei: 122268121
- International Standard Name Identifier: 0000 0000 3383 5857
- Library of Congress Control Number: n2001025246
- Système universitaire de documentation: 144272598
- Virtual International Authority File: 55024965
- WorldCat: E39PBJgmQ9kJfy6HYpRbbD7fv3